# Drvnik
Drvnik (cyr. Дрвник) – wieś w Serbii, w okręgu zajeczarskim, w gminie Knjaževac. W 2011 roku liczyła 7 mieszkańców.